# محمد خلاوي
محمد خلاوي (8 أبريل 1978 -) هو مغني سعودي.

## مسيرته
اشترك في برنامج ستار أكاديمي الموسم الأول، ولقب في البرنامج بالزعيم وكان شخص محبوب من قبل الطلاب احرز المركز الرابع في البرنامج، له جماهيريه كبيره لكنه اعتزل الفن لفترة بسبب وفاة والده، وله فيديو كليب واحد وله عدة لقاءات، أهمها لقاء مباشر في ليالي العيد على القناة السعودية الأولى، ولقاء على القناة الثقافية السعودية وأما اليوم فهو بصدد إصدار ثاني ألبوم له.

## أغانيه[4]
- اياني اياك
- شاطر